# Guglielmo Lusio
Guglielmo Lusio (Genova, inizi del XII secolo – Genova, ...) o Luscio, fu console della Repubblica di Genova nel 1150, nel 1153 e nel 1155.

## Biografia
Già ambasciatore della repubblica, fu eletto per la prima volta nel 1150 assieme a Ansaldo Mallone, Oberto Spinola, Rodano Furnaro e Lanfranco Pevere, rieletto nel 1153 assieme a Martino del Moro, Enrico Guercio e Guglielmo Negro ed eletto per la terza volta nel 1155 assieme a Guglielmo Porco, Oberto Cancelliere e Oberto Maluccelli.
Grazie al suo buon operato, Genova ridusse il proprio debito ma furono comunque iniziati molti lavori pubblici, come il rafforzamento delle mura e delle porte della città. La costruzione avvenne in tempi di record e impegnò l'intera cittadinanza e fu diretta da Guglielmo Luscio e Guglielmo Porco.
Nel gennaio 1153 i savonesi giurarono fedeltà a Genova e accettarono le condizioni della repubblica: ogni nave proveniente dalla Sardegna o da Barcellona doveva prima passare per Genova. L'anno seguente il marchese Enrico di Loreto, signore di Savona, riprese le ostilità e quindi i consoli lo richiamarono a Genova. Infine, i marchesi di Loreto si sottomisero alla Superba.
Furono stipulati accordi di pace con le potenze vicine; fu inviato un messo per firmare la tregua coi bizantini, i quali accettarono di concedere ai genovesi gli stessi privilegi di cui godevano pisani e veneziani. Ebbe ruolo importante, come ambasciatore, negli accordi che consentirono a Genova di sottrarsi ai dazi imposti dal Barbarossa alle città del Nord Italia. Luscio fu ben visto dal Barbarossa, e grazie a lui Genova entrò nelle grazie dell'imperatore.
Luscio è citato (come Wilielmus Lusius, in latino) nell'iscrizione incisa nell'arco di attraversamento di Porta Soprana.